# لوتار جون
لوتار جون (بالألمانية: Lothar John)‏ هو متسابق دراجات نارية ألماني. نافس في سباقات بطولة العالم لفئة 500 سي سي ولفئة 350 سي سي ولفئة 250 سي سي ولفئة 125 سي سي ولفئة 50 سي سي.